# Marcelo Miranda (futebolista)
Marcelo Miranda (29 de janeiro de 1967) é um ex-futebolista chileno que atuava como defensor.

## Carreira
Marcelo Miranda integrou a Seleção Chilena de Futebol na Copa América de 1997.